# Servilly
Servilly település Franciaországban, Allier megyében. Lakosainak száma 273 fő (2022. január 1.). Servilly Cindré, Lapalisse, Périgny, Saint-Gérand-le-Puy, Trézelles és Varennes-sur-Tèche községekkel határos.

## Népesség
A település népessége az elmúlt években az alábbi módon változott:
| Lakosok száma | 311  | 266  | 284  | 259  | 280  | 294  | 295  | 282  | 275  | 273  |
|               | 1968 | 1982 | 1990 | 2006 | 2013 | 2015 | 2017 | 2019 | 2020 | 2022 |